# Kapten Hatteras resa till Nordpolen
Kapten Hatteras resa till Nordpolen (fr: Voyages et aventures du Capitaine Hatteras) roman från 1866 av Jules Verne. Romanen utgavs i Sverige för första gången 1872.

## Handling
Richard Shandon och Dr. Clawbonny får bägge brev från ett för dem okänt parti som inbjuder dem att följa med på en expedition med okänd destination. Shandon, i roll som chefsämbetsman, blir också ombedd att samla ihop besättningen och för stunden betala för konstruktionen av skeppet för äventyret, Forward. När skeppet är komplett fullföljer Shandon med besättning sina order, att segla mot norr, mot Melville Bay. Skeppet fortsätter norrut, men kaptenen har ännu inte framträtt. Slutligen avslöjar en medlem ur besättningen att han är Kapten John Hatteras. Och hans mål är att deras brittiska besättning skall bli den första att nå Nordpolen. När saker inte förfaller sig så som Hatteras tänkt sig gör delar av besättningen (inklusive Shandon) uppror och förstör skeppet. Detta sker medan Hatteras och andra är ute i försök att finna tillbehör som skulle kunna ha lämnats kvar av tidigare expeditioner, men bara finner en överlevande från en amerikansk expedition. När de finner skeppet förstört vid återkomsten tillverkar Hatteras, Clawbonny och den resterande kvarvarande besättningen en båt av vad som återstår av skeppet, och återupptar sitt försök att nå Nordpolen. 